# Nasal uvular
La nasal uvular es un tipo de sonido consonántico usado en algunos idiomas orales. El símbolo en el Alfabeto Fonético Internacional que representa este sonido es ɴ, y el símbolo X-SAMPA equivalente es N\.

## Características
Características de la nasal uvular:
- Su punto de articulación es uvular, que significa que es articulada con la parte trasera de la lengua contra o cerca de la úvula.
- Su tipo de fonación es sonora, que significa que las cuerdas vocales vibran durante la articulación.
- Es una consonante nasal, lo que significa que el aire escapa a través de la nariz.
- Es una consonante central, que significa que es producida permitiendo al aire fluir por la mitad de la lengua, en vez de los lados.
- La iniciación es egresiva pulmónica, que significa que es articulada empujando el aire de los pulmones y a través del tracto vocal, en vez del glotis o la boca.

## Ocurrencia
| Lengua      | Lengua           | Palabra       | IPA           | Significado                 | Notas |
| ----------- | ---------------- | ------------- | ------------- | --------------------------- | --- |
| Afrikáans   | Muchos hablantes | aa'n'genaam   | [ˈɑːɴχənɑːm]  | 'agradable'                 | Alófono de /n/ antes de /χ/; realizado como /n/ en el habla formal. Véase fonología del afrikáans.                             |
| Armenio     | Armenio          | անխելք        | [ɑɴˈχɛlkʰ]    | 'descerebrado'              | Alófono de/n/ antes de una consonante uvular en habla informal.                                                                |
| Holandés    | Neerlandés       | aa'n'genaam   | [ˈaːɴχəˌnaːm] | 'agradable'                 | Alófono de /n/ y /ŋ/ en dialectos que usan /χ/. Puede realizarse como /n/ y /ŋ/ en su lugar, especialmente en el habla formal. |
| Georgiano   | Georgiano        | ზინყი         | [ziɴqʼi]      | 'articulación de la cadera' | Alófono de /n/. |
| Inuit       | Inuvialuktun     | namunganmun   | [namuŋaɴmuɴ]  | '¿adónde?'                  | Véase fonología inuit. |
| Japonés     | Japonés          | 日本/niho'n'  | [n̠ʲihõ̞ɴ]      | 'Japón'                     | Véase fonología japonesa. |
| Kalaallisut | Kalaallisut      | paa'rng'orpoq | [paaɴːoʁpoq]  | 'se arrastra'               | |
| Klallam     | Klallam          | sqəyáyŋəxʷ    | [sqəˈjajɴəxʷ] | 'gran árbol'                | Contrasta con una forma glotalizada.                                                                                           |
| Mapos Buang | Mapos Buang      | alunġ         | [aˈl̪uɴ]       | 'viudo'                     | Fonémico, contrasta con /ŋ/.                                                                                                   |
| Yanyuwa     | Yanyuwa          | [waŋ̠ulu]      | [waŋ̠ulu]      | 'varón adolescente'         | Pre-uvular; contrasta con la postpalatal /ŋ̟/.                                                                                  |